# Tiga au bout du fil
 (décembre 2023).
Pour plus de détails, voir Fiche technique et Distribution.
Tiga au bout du fil est un court-métrage d'animation réalisé en 2004 par Rasmané Tiendrébéogo.

## Synopsis
Tiga est gardien de maison dans un quartier chic de Ouagadougou. Un jour, son patron oublie son téléphone portable en partant,.

## Fiche technique
Réalisation : Rasmané Tiendrébéogo
Scénario et dialogue : Patrick Theunen et Rasmane Tiendrebeogo
Montage : Sébastien Pirotte
Son : Christian Coppin, Frédéric Kaboré
Décors : Drissa Ollo, Serge Pitroipa, Rasmané Tiendrébéogo
Interprètes : Hamidou Sawadogo, Alassane Dakissaga
Support : Animation - 35 mm - Couleur
Production : Atelier Graphoui (Belgique), Yelboundi (Burkina Faso), Cinecom Production (Burkina Faso)
Durée: 10 min 10 s
Genre: Comédie dramatique

## Récompenses
Prix du Film d'animation Vues d'Afrique 2004